# علي محمود عباس
العماد علي محمود عمر عباس (مواليد 2 تشرين الثاني 1964 في إفرة، ريف دمشق) عسكري وسياسي سوري شغل منصب وزير الدفاع في حكومتي حسين عرنوس الثانية ومحمد غازي الجلالي منذ 28 نيسان 2022 وحتى 8 كانون الأول 2024.

## الحياة المبكرة والتعليم
ولد عباس عام 1964 في إفرة بريف دمشق، التحق بالكلية العسكرية بحمص، تخصص مدرعات عام 1983. وتخرج برتبة ملازم في 7 أكتوبر 1985. درس أولاً القيادة العليا في باكستان عام 1997. بين عامي 2000 و2001، التحق بالكلية الملكية للدراسات الدفاعية في لندن بالمملكة المتحدة للدراسات العليا في الدفاع الوطني.